# Rossano Palù
Rossano Palù (Sacile, 1º settembre 1969) è un disc jockey e musicista italiano.

## Biografia
Inizia la carriera musicale nel 1989 suonando la chitarra in alcune band metal. Nel 1995 decide di dedicarsi alla musica house-dance.

Come DJ vanta numerose produzioni e remix a livello mondiale, prima fra tutte la hit To the night – La Fuertezza rimasta al primo posto della classifica italiana ed europea per molte settimane. Fra le altre importanti produzioni ricordiamo Angelmoon, He's all I want con la voce di Moony (primo posto nella Billboard maxy-single chart), Moody Experience, Cappery EP (con Stefano Cal) ed i dischi dei Cappery Boy.
 
Nel 2001 si unisce al progetto DB Boulevard, il cui singolo Point of View tocca i primi posti in tutte le classifiche europee e viene inoltre nominato agli MTV Awards del 2003 (Barcellona) e gli Italian Awards. 
 
Con i DB produce successivamente Believe (ancora ai primi posti delle classifiche europee), Hard Frequency (usata per uno spot della Garnier) e Basterà con cui partecipa al Festival di Sanremo. 

Ha inoltre prodotto il disco di Moony (Flying Away). Da ricordare anche fra i tantissimi remix di livello internazionale Tweet Boogie 2 Night, Booty Luv (primi posti classifiche europee DANCE e UK chart), Laura Pausini If Thats Love (primo posto Billboard per 3 settimane) e Cerrone Love on the Dancefloor (primo posto in Francia). In seguito lavora al progetto Drive, in collaborazione con il produttore, compositore, polistrumentista Leo Ferrara.